# Identificador de Ruta Virtual
VPI (sigla de Virtual Path Identifier, Identificador de Ruta Virtual) hace referencia a un campo de 8 bits en el encabezado de una celda ATM. El VPI, junto con el VCI, se utiliza para identificar el próximo destino de una celda a medida que atraviesa una serie de switches ATM hasta llegar a su destino. Los switches ATM utilizan los campos VPI/VCI para identificar el próximo VCL que una celda necesita para transitar hasta su destino final. La función del VPI es similar a la del DLCI en Frame Relay.